# Élections législatives de 1973 dans le Var
Les élections législatives françaises de 1973 se déroulent les 4 et 11 mars 1973. Dans le département du Var, quatre députés sont à élire dans le cadre de quatre circonscriptions.

## Élus
| Circonscription | Député sortant | Parti | Parti | Député élu ou réélu   | Parti | Parti |
| --------------- | -------------- | ----- | ----- | --------------------- | ----- | ----- |
| 1re             | Pierre Gaudin  |       | PS    | Pierre Gaudin         |       | PS    |
| 2e              | Mario Bénard   |       | UDR   | Mario Bénard          |       | UDR   |
| 3e              | Pierre Pouyade |       | UDR   | Aymeric Simon-Lorière |       | UDR   |
| 4e              | Marcel Bayle   |       | UDR   | Philippe Giovannini   |       | PCF   |

## Résultats

### Résultats à l'échelle du département
| Parti                 | Parti                                       | Premier tour | Premier tour | Second tour | Second tour | Sièges |
| Parti                 | Parti                                       | Voix         | %            | Voix        | %           | Sièges |
| --------------------- | ------------------------------------------- | ------------ | ------------ | ----------- | ----------- | ------ |
|                       | Parti communiste français                   | 71 255       | 25,65        | 68 636      | 24,73       | 1      |
|                       | Parti socialiste                            | 61 882       | 22,28        | 74 372      | 26,79       | 1      |
|                       | Parti socialiste unifié                     | 1 660        | 0,60         |             |             | 0      |
|                       | Union de la gauche                          | 134 797      | 48,52        | 143 008     | 51,52       | 2      |
|                       |                                             |              |              |             |             |        |
|                       | Union des démocrates pour la République     | 75 415       | 27,15        | 109 616     | 39,49       | 2      |
|                       | Républicains indépendants                   | 10 167       | 3,66         | 24 970      | 9,00        | 0      |
|                       | Divers droite                               | 6 245        | 2,25         |             |             | 0      |
|                       | Union des républicains de progrès           | 91 827       | 33,06        | 134 586     | 48,48       | 2      |
|                       |                                             |              |              |             |             |        |
|                       | Mouvement réformateur                       | 42 965       | 15,47        | Retrait     | Retrait     | 0      |
|                       | Centre national des indépendants et paysans | 3 274        | 1,18         |             |             | 0      |
|                       | Extrême gauche                              | 2 877        | 1,04         | 0           |             |        |
|                       | Extrême droite                              | 2 056        | 0,74         | 0           |             |        |
|                       |                                             |              |              |             |             |        |
| Inscrits              | Inscrits                                    | 359 874      | 100,00       | 359 819     | 100,00      | 4      |
| Abstentions           | Abstentions                                 | 75 808       | 21,07        | 70 774      | 19,67       |        |
| Votants               | Votants                                     | 284 066      | 78,93        | 289 045     | 80,33       |        |
| Blancs et nuls        | Blancs et nuls                              | 6 270        | 2,21         | 11 451      | 3,96        |        |
| Exprimés              | Exprimés                                    | 277 796      | 97,79        | 277 594     | 96,04       |        |
| Source : Data.gouv.fr |                                             |              |              |             |             |        |

### Résultats par circonscription

#### Première circonscription (Draguignan)
| Candidat       | Candidat                    | Parti          | Premier tour | Premier tour | Second tour | Second tour |  |
| Candidat       | Candidat                    | Parti          | Voix         | %            | Voix        | %           |  |
| -------------- | --------------------------- | -------------- | ------------ | ------------ | ----------- | ----------- |  |
|                | Pierre Gaudin sortant réélu | PS (UGSD)      | 19 980       | 31,6         | 38 102      | 60,41       |  |
|                | Guy Guigou                  | PCF            | 16 240       | 25,69        | Retrait     | Retrait     |  |
|                | Yvan Michel                 | RI (URP)       | 10 167       | 16,08        | 24 970      | 39,59       |  |
|                | André Caufment              | UDR            | 9 490        | 15,01        | Retrait     | Retrait     |  |
|                | Maurice Couilliot           | Rad (MR)       | 5 686        | 8,99         |             |             |  |
|                | Guy Boisgibault             | PSU            | 1 660        | 2,63         |             |             |  |
|                |                             |                |              |              |             |             |  |
| Inscrits       | Inscrits                    | Inscrits       | 79 154       | 100,00       | 79 133      | 100,00      |  |
| Abstentions    | Abstentions                 | Abstentions    | 14 220       | 17,96        | 13 904      | 17,57       |  |
| Votants        | Votants                     | Votants        | 64 934       | 82,04        | 65 229      | 82,43       |  |
| Blancs et nuls | Blancs et nuls              | Blancs et nuls | 1 711        | 2,63         | 2 157       | 3,31        |  |
| Exprimés       | Exprimés                    | Exprimés       | 63 223       | 97,37        | 63 072      | 96,69       |  |

#### Deuxième circonscription (Fréjus)
| Candidat       | Candidat                   | Parti          | Premier tour | Premier tour | Second tour | Second tour |  |
| Candidat       | Candidat                   | Parti          | Voix         | %            | Voix        | %           |  |
| -------------- | -------------------------- | -------------- | ------------ | ------------ | ----------- | ----------- |  |
|                | Mario Bénard sortant réélu | UDR (URP)      | 27 223       | 37,51        | 38 393      | 51,42       |  |
|                | Alfred Max                 | PS (UGSD)      | 17 458       | 24,06        | 36 270      | 48,58       |  |
|                | Georges Caton              | PCF            | 14 448       | 19,91        | Retrait     | Retrait     |  |
|                | Léon Héritier              | CD (MR)        | 10 139       | 13,97        | Retrait     | Retrait     |  |
|                | Georges Sedbon             | Divers droite  | 1 856        | 2,56         |             |             |  |
|                | M. Duval                   | FN             | 1 448        | 2            |             |             |  |
|                |                            |                |              |              |             |             |  |
| Inscrits       | Inscrits                   | Inscrits       | 92 933       | 100,00       | 92 921      | 100,00      |  |
| Abstentions    | Abstentions                | Abstentions    | 18 647       | 20,06        | 16 111      | 17,34       |  |
| Votants        | Votants                    | Votants        | 74 286       | 79,94        | 76 810      | 82,66       |  |
| Blancs et nuls | Blancs et nuls             | Blancs et nuls | 1 714        | 2,31         | 2 147       | 2,8         |  |
| Exprimés       | Exprimés                   | Exprimés       | 72 572       | 97,69        | 74 663      | 97,2        |  |

#### Troisième circonscription (Toulon)
| Candidat       | Candidat                  | Parti          | Premier tour | Premier tour | Second tour | Second tour |  |
| Candidat       | Candidat                  | Parti          | Voix         | %            | Voix        | %           |  |
| -------------- | ------------------------- | -------------- | ------------ | ------------ | ----------- | ----------- |  |
|                | Aymeric Simon-Lorière élu | UDR (URP)      | 16 275       | 27,32        | 30 849      | 52,62       |  |
|                | Maurice Delplace          | PCF            | 15 512       | 26,04        | 27 774      | 47,38       |  |
|                | Henri Fabre               | CD (MR)        | 12 714       | 21,35        | Retrait     | Retrait     |  |
|                | Jean-Paul Ferrier         | PS (UGSD)      | 9 813        | 16,47        | Retrait     | Retrait     |  |
|                | Henri Piéroni             | CNIP           | 3 274        | 5,5          |             |             |  |
|                | Michel Flayeux            | LCR            | 1 367        | 2,3          |             |             |  |
|                | M. Hurtado de Mendoza     | Extrême droite | 608          | 1,02         |             |             |  |
|                |                           |                |              |              |             |             |  |
| Inscrits       | Inscrits                  | Inscrits       | 80 566       | 100,00       | 80 566      | 100,00      |  |
| Abstentions    | Abstentions               | Abstentions    | 19 878       | 24,67        | 18 979      | 23,56       |  |
| Votants        | Votants                   | Votants        | 60 688       | 75,33        | 61 587      | 76,44       |  |
| Blancs et nuls | Blancs et nuls            | Blancs et nuls | 1 125        | 1,85         | 2 964       | 4,81        |  |
| Exprimés       | Exprimés                  | Exprimés       | 59 563       | 98,15        | 58 623      | 95,19       |  |

#### Quatrième circonscription (La Seyne-sur-Mer)
| Candidat       | Candidat                | Parti          | Premier tour | Premier tour | Second tour | Second tour |  |
| Candidat       | Candidat                | Parti          | Voix         | %            | Voix        | %           |  |
| -------------- | ----------------------- | -------------- | ------------ | ------------ | ----------- | ----------- |  |
|                | Philippe Giovannini élu | PCF            | 25 055       | 30,39        | 40 862      | 50,3        |  |
|                | Marcel Bayle sortant    | UDR (URP)      | 22 427       | 27,2         | 40 374      | 49,7        |  |
|                | Jean-René Étienne       | PS (UGSD)      | 14 631       | 17,75        | Retrait     | Retrait     |  |
|                | Pascal Arrighi          | CD (MR)        | 14 426       | 17,5         | Retrait     | Retrait     |  |
|                | Jean-Marie Schotte      | Divers droite  | 4 389        | 5,32         |             |             |  |
|                | Alain Grenet            | LO             | 1 510        | 1,83         |             |             |  |
|                |                         |                |              |              |             |             |  |
| Inscrits       | Inscrits                | Inscrits       | 107 221      | 100,00       | 107 199     | 100,00      |  |
| Abstentions    | Abstentions             | Abstentions    | 23 063       | 21,51        | 21 780      | 20,32       |  |
| Votants        | Votants                 | Votants        | 84 158       | 78,49        | 85 419      | 79,68       |  |
| Blancs et nuls | Blancs et nuls          | Blancs et nuls | 1 720        | 2,04         | 4 183       | 4,9         |  |
| Exprimés       | Exprimés                | Exprimés       | 82 438       | 97,96        | 81 236      | 95,1        |  |